# 삼각형
삼각형(三角形, 영어: triangle)은 세 개의 모퉁이와 세 개의 모서리로 이루어진 다각형이다. 모퉁이는 0차원 점으로서 꼭짓점이라고 부르며, 꼭짓점을 잇는 모서리는 1차원 선분으로서 변이라고 부른다. 두 변이 이루는 각을 내각이라고 하며, 삼각형은 세 개의 내각을 가진다. 삼각형에서 세 내각의 합은 항상 180º(또는 π 라디안)이다. 삼각형은 평면인 내부 영역을 가지는 평면도형이다. 삼각형의 넓이는 밑변과 높이의 곱의 절반이다.

## 종류
| - 일반적인 삼각형 - 이등변삼각형 - 직각삼각형 - 직각이등변삼각형 - 정삼각형 - 둔각삼각형 - 예각삼각형 |

## 넓이
삼각형의 넓이는 여러 가지 공식으로 구할 수 있다. 아래에서 {\displaystyle S}는 삼각형의 넓이이다.

### 밑변의 길이와 높이를 알 때
밑변의 길이가 {\displaystyle a}이고, 높이가 {\displaystyle h}인 삼각형의 넓이는 다음과 같다. (기본 공식)
{\displaystyle S={\frac {ah}{2}}}

### 삼각함수공식

#### 세 변의 길이를 알 때
세 변의 길이가 각각  a, b, c 이고, {\displaystyle k={\frac {a+b+c}{2}}} 일 때 삼각형의 넓이 S는 다음과 같다. (헤론의 공식)
{\displaystyle S={\sqrt {k(k-a)(k-b)(k-c)}}}

#### 두 변의 길이와 끼인각의 크기를 알 때
세 변의 길이가 각각  a, b, c이고, 세 각의 크기가 각각 A, B, C인 삼각형의 넓이 S는 다음과 같다.
{\displaystyle S={\frac {bc\sin A}{2}}={\frac {ca\sin B}{2}}={\frac {ab\sin C}{2}}}

#### 한 변의 길이와 양 끝각의 크기를 알 때
세 변의 길이가 각각 a, b, c이고, 세 각의 크기가 각각 A, B, C인 삼각형의 넓이 S는 다음과 같다.
{\displaystyle S={\frac {a^{2}\sin B\sin C}{2\sin(B+C)}}={\frac {b^{2}\sin C\sin A}{2\sin(C+A)}}={\frac {c^{2}\sin A\sin B}{2\sin(A+B)}}}

### 세 변의 길이와내접원의 반지름의 길이를 알 때
세 변의 길이가 각각 {\displaystyle a}, {\displaystyle b}, {\displaystyle c}이고, 내접원의 반지름이 {\displaystyle r}이며, {\displaystyle s={\frac {a+b+c}{2}}}인 삼각형의 넓이 S는 다음과 같다.
{\displaystyle \ S=rs}

### 세 변의 길이와외접원의 반지름의 길이를 알 때
세 변의 길이가 각각 {\displaystyle a}, {\displaystyle b}, {\displaystyle c}이고, 외접원의 반지름이 {\displaystyle R}인 삼각형의 넓이 {\displaystyle S}는 다음과 같다.
{\displaystyle S={\frac {abc}{4R}}}

### 세 변의 길이와방접원의 반지름 중 하나의 길이를 알 때
세 변의 길이가 각각 {\displaystyle a}, {\displaystyle b}, {\displaystyle c}이고, A, B, C와 반대편에 있는 방접원의 반지름이 각각 {\displaystyle r_{a}}, {\displaystyle r_{b}}, {\displaystyle r_{c}}이며, {\displaystyle s={\frac {a+b+c}{2}}}인 삼각형의 넓이 S는 다음과 같다.
{\displaystyle \ S=(s-a)r_{a}=(s-b)r_{b}=(s-c)r_{c}}

### 세 각의 크기와내접원의 반지름의 길이를 알 때
세 각의 크기가 각각 {\displaystyle A}, {\displaystyle B}, {\displaystyle C}이고, 내접원의 반지름이 {\displaystyle r}인 삼각형의 넓이 {\displaystyle S}는 다음과 같다.
{\displaystyle S=r^{2}\left(\cot {\frac {A}{2}}+\cot {\frac {B}{2}}+\cot {\frac {C}{2}}\right)}

### 세 각의 크기와외접원의 반지름의 길이를 알 때
세 각의 크기가 각각 {\displaystyle A}, {\displaystyle B}, {\displaystyle C}이고, 외접원의 반지름이 {\displaystyle R}인 삼각형의 넓이 {\displaystyle S}는 다음과 같다.
{\displaystyle S=2R^{2}\cdot \sin A\sin B\sin C}

### 내접원과 모든방접원의 반지름의 길이를 알 때
내접원의 반지름이 {\displaystyle r}이고, A, B, C와 반대편에 있는 방접원의 반지름이 각각 {\displaystyle r_{a}}, {\displaystyle r_{b}}, {\displaystyle r_{c}}인 삼각형의 넓이 S는 다음과 같다.
{\displaystyle S={\sqrt {rr_{a}r_{b}r_{c}}}}

### 2차원 직교좌표
2차원 직교좌표에서 세 점의 좌표가 (0,0),(x1,y1),(x2,y2)인 삼각형의 넓이는 다음과 같다.
{\displaystyle S={\frac {|x_{1}y_{2}-x_{2}y_{1}|}{2}}}

### 2차원 극좌표
2차원 극좌표에서 세 점의 좌표가 (0,0),(r1,θ1),(r2,θ2)인 삼각형의 넓이는 다음과 같다.
{\displaystyle S={\frac {|r_{1}\cos \theta _{1}r_{2}\sin \theta _{2}-r_{2}\cos \theta _{2}r_{1}\sin \theta _{1}|}{2}}={\frac {r_{1}r_{2}\sin(|\theta _{1}-\theta _{2}|)}{2}}}

### n차원 좌표 공간
한 점을 두 벡터의 시점으로 하고 각각 다른 벡터를 종점으로 하는 두 벡터를 {\displaystyle {\vec {X}},{\vec {Y}}} 라 하자. 2보다 크거나 같은 n차원 유클리드 공간에서 표현된 삼각형의 넓이를 {\displaystyle S_{n}}라 하면
{\displaystyle S_{n}={\frac {1}{2}}{\sqrt {(\left|{\vec {X}}\right|\left|{\vec {Y}}\right|)^{2}-({\vec {X}}\cdot {\vec {Y}})^{2}}}}
이 표현을 성분으로 바꾸어서 표현하여 {\displaystyle {\vec {X}}=(x_{1}\,,x_{2}\,,x_{3}\,,...\,,x_{n}),\ {\vec {Y}}=(y_{1}\,,y_{2}\,,y_{3}\,,...\,,y_{n})} 라 하면 다음과 같은 표현이 가능하다.
{\displaystyle S_{n}={\frac {1}{2{\sqrt {2}}}}{\sqrt {\sum _{i=1}^{n}\sum _{j=1}^{n}{\begin{vmatrix}x_{i}&y_{i}\\x_{j}&y_{j}\end{vmatrix}}^{2}}}}
벡터의 증명은 사인을 이용한 삼각형 넓이 공식과 벡터의 내적을, 성분의 증명은 귀납법을 통해서 증명 가능하다.
성분의 증명에서 {\displaystyle n=2} 인 경우가 #2차원 직교좌표가 된다.

### 정삼각형
한 변의 길이가 {\displaystyle a}인 정삼각형의 넓이는 다음과 같다.
{\displaystyle S={\frac {\sqrt {3}}{4}}a^{2}}

## 성질

### 유클리드 기하학
다음의 성질은 유클리드 기하학에서 성립한다.
- 세 내각의 합은 180도이다. 단, 쌍곡면, 구면, 타원면 등에서는 이 법칙이 적용되지 않는다.비유클리드 기하학 문서 참고.
- 삼각형의 어떤 각의 외각은 그 각을 제외한 다른 두 각의 합과 같다.
- 그 어떤 삼각형도 어느 한 변의 길이가 나머지 두 변의 길이를 합한 것보다 길거나 같을 수 없다. 예를 들어, 각 변의 길이가 2cm, 3cm, 5cm인 삼각형이나 각 변의 길이가 3cm, 4cm, 10cm인 삼각형 등은 성립할 수 없다.
- 중점연결정리
- 피타고라스의 정리
- 사인 법칙
- 코사인 법칙
- 체바 정리/메넬라오스 정리

### 비유클리드 기하학

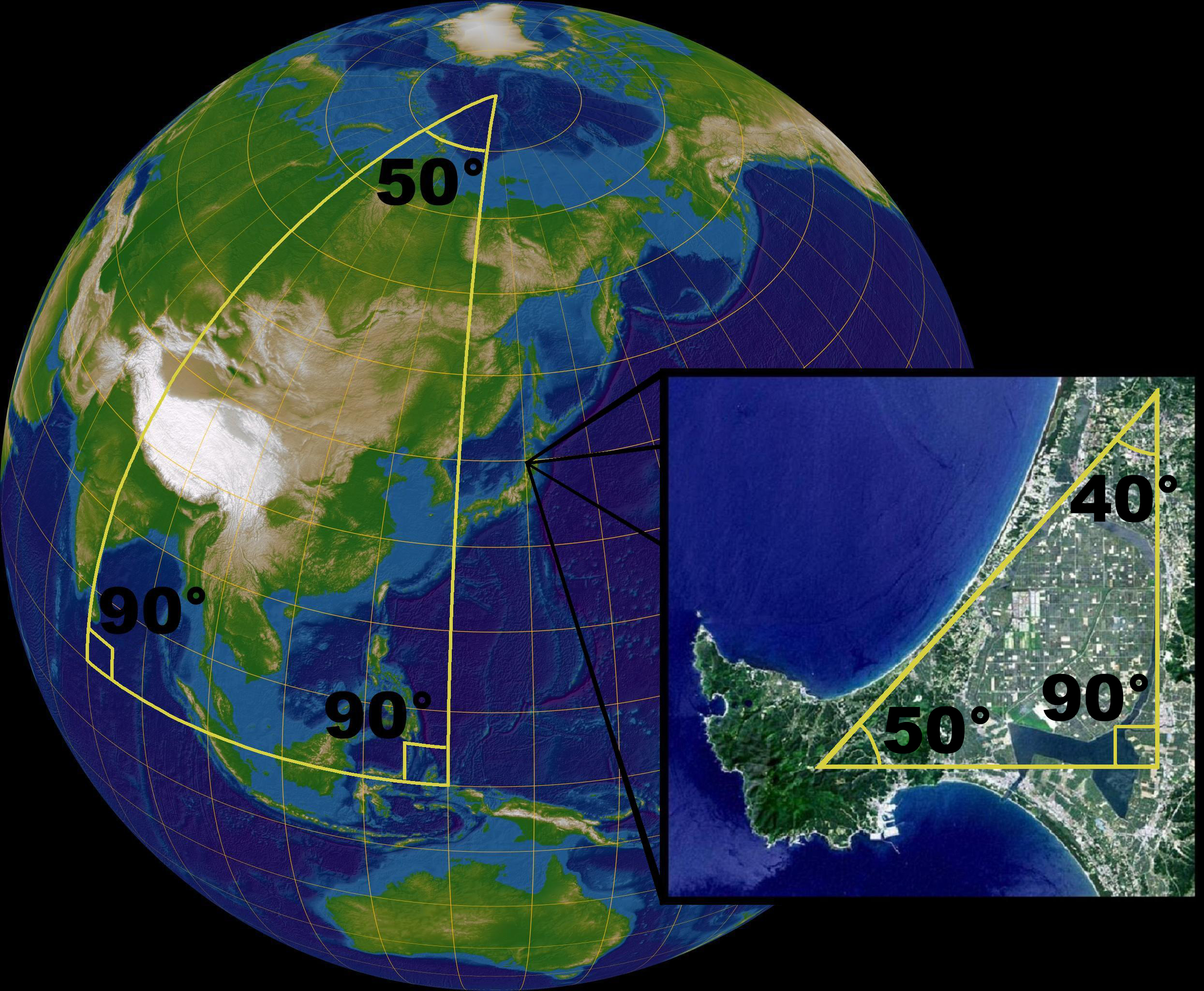
지구 위에 그려진 직각삼각형의 예

비유클리드 기하학에서는 삼각형의 내각의 합이 180도가 되지 않는다. 오른쪽 그림은 지구 위에 직각삼각형을 그릴 경우 내각의 합이 180도를 초과함을 보여준다.

## 삼각형의 합동 조건
삼각형의 합동 조건에는 대표적인 4가지가 있다.
- SSS 합동: 모든 변의 길이가 같을 때, 삼각형은 서로 합동이다. 변의 길이만으로 모양이 확정되는 다각형은 오직 삼각형밖에 없다.
- SAS 합동: 두 변과 한 끼인각을 아는 경우. (두 변의 길이와 그 끼인각이 아닌 각을 알 경우 두 가지 경우가 생기기 때문에 합동이 아닐 수 있다. 이 때, 둘 다 예각삼각형, 또는 직각삼각형, 또는 둔각삼각형이면 합동이다.)
- ASA 합동: 두 각과 그 사이의 변의 길이를 아는 경우.
- AAS 합동: 두 각과 이웃한 변의 길이를 아는 경우. 삼각형의 내각의 합이 180도라는 것과 ASA 합동으로부터 나온다.

- RHS 합동: 한 각이 직각이고 빗변과 다른 한 변의 길이가 같은 경우.
- RHA 합동: 한 각이 직각이고 빗변과 다른 한 각의 크기가 같은 경우.

## 같이 보기
- 삼각형의 오심
- 역삼각형
- 삼각법